# Winter Cup 2016-2017
La Winter Cup 2016-2017 è stata la quarta e ultima edizione del torneo. Ha preso avvio il 27 dicembre 2016 e si è conclusa l'8 febbraio 2017. Sono iscritte d'ufficio tutte le squadre partecipanti al campionato di Serie A.

## Formula
Per il quarto anno consecutivo cambia la formula del torneo; la Winter Cup 2016-17 si articola in una fase preliminare a gironi e una fase finale ("final four") disputata in sede unica. I gironi, predeterminati in base alla classifica del girone di andata del campionato di Serie A e ospitato dalla squadra meglio classificata, sono composti da tre società ciascuno. Ogni squadra giocherà con ognuna delle altre squadre del girone, con tre punti per la vittoria, uno per il pareggio e zero per la sconfitta. Se due o più squadre al termine del completamento del girone avranno lo stesso numero di punti, al fine di determinare la squadra vincente saranno applicati nell’ordine i seguenti criteri: a. maggior numero di punti ottenuti nelle gare delle squadre interessate; b. miglior differenza reti risultante nelle gare delle squadre interessate; c. maggior numero di gol segnati nelle gare delle squadre interessate; d. miglior differenza reti in tutte le gare del girone; e. maggior numero di gol segnati in tutte le gare del girone; f. miglior piazzamento in classifica al termine del girone di andata; g. sorteggio. Le società vincenti i gironi di qualificazione accederanno alla fase finale che si svolgerà con gare a eliminazione diretta di sola andata denominate semifinali e finale.

## Fase a gironi

### Gruppo A
| Squadra  | P.ti | G | V | N | P | GF | GS | DR  |
| -------- | ---- | - | - | - | - | -- | -- | --- |
| Pescara  | 6    | 2 | 2 | 0 | 0 | 14 | 3  | +11 |
| Cogianco | 1    | 2 | 0 | 1 | 1 | 4  | 9  | -5  |
| Isola    | 1    | 2 | 0 | 1 | 1 | 5  | 11 | -6  |

| Arbitri: | Antonio Sessa (Foggia) Luigi Fiorentino (Molfetta) |
| Crono:   | Massimo Tiberio (Teramo)                           |

| |           |                                |
| Rosa 5'26'’ Leggiero 8'55'’ Duarte 11'27'’ Cuzzolino 23'35'’, 33'23'’, 39'37'’ Chimanguinho 36'37'’ Morgado 37'50'’ | Marcatori | 4'48'’ Emer 17'02'’ Marcelinho |

| Arbitri: | Andrea Campi (Ciampino) Massimo Tariciotti (Ciampino) |
| Crono:   | Gabriele Gerardi (Pescara)                            |

|                                                    |           |                                        |
| Arteiro 4'43'’ Marcelinho 19'52'’ Mentasti 23'50'’ | Marcatori | 5'57'’ Raubo 31'10'’, 38'23'’ Luizinho |

| Arbitri: | Alberto Vantini (Verona) Leonardo Gaetani (San Benedetto del Tronto) |
| Crono:   | Dario Di Nicola (Pescara)                                            |

|               |           |                                                                                         |
| Raubo 14'34'’ | Marcatori | 0'55'’ Canal 2'53'’ Leggiero 7'33'’ Borruto 9'10'’ (rig.), 12’ Cuzzolino 36'05'’ Duarte |

### Gruppo B
| Squadra     | P.ti | G | V | N | P | GF | GS | DR |
| ----------- | ---- | - | - | - | - | -- | -- | -- |
| Napoli      | 6    | 2 | 2 | 0 | 0 | 6  | 2  | +4 |
| Imola       | 3    | 2 | 1 | 0 | 1 | 7  | 7  | 0  |
| CAME Dosson | 0    | 2 | 0 | 0 | 2 | 5  | 9  | -4 |

| Arbitri: | Gianluca Greco (Cosenza) Antonino Tupone (Lanciano) |
| Crono:   | Pasquale Crocifoglio (Napoli)                       |

|                                       |           |                 |
| André 8'55'’, 31'36'’ De Bail 29'14'’ | Marcatori | 12'47'’ Bellomo |

| Arbitri: | Daniele Fratangeli (Frosinone) Nicola Raimondi (Battipaglia) |
| Crono:   | Fabrizio Andolfo (Ercolano)                                  |

|                                                     |           |                                                                            |
| Schiochet 31'10'’, 35'56'’ Bellomo 34'58'’, 39'31'’ | Marcatori | 18'52'’, 24'40'’ Castagna 19'14'’, 22'59'’ Borges 22'04'’, 28'25'’ Fabinho |

| Arbitri: | Giovanni Zannola (Ostia Lido) Gianfranco Marangi (Brindisi) |
| Crono:   | Salvatore Minichini (Ercolano)                              |

|                  |           |                                              |
| Castagna 13'36'’ | Marcatori | 3'15'’ Fornari 16'01'’ De Bail 17'40'’ Botta |

### Gruppo C
| Squadra   | P.ti | G | V | N | P | GF | GS | DR  |
| --------- | ---- | - | - | - | - | -- | -- | --- |
| Luparense | 6    | 2 | 2 | 0 | 0 | 13 | 3  | +10 |
| Latina    | 3    | 2 | 1 | 0 | 1 | 6  | 10 | -4  |
| Lazio     | 0    | 2 | 0 | 0 | 2 | 2  | 8  | -6  |

| Arbitri: | Gaspare Maurici (Prato) Chiara Perona (Biella) |
| Crono:   | Simone Tassinato (Padova)                      |

|                                                                               |           |  |
| Lara 14'35'’ Taborda 22'17'’ Mancuso 23'07'’ E. Bertoni 31'21'’ Ramon 39'32'’ | Marcatori |  |

| Arbitri: | Gaudenzio Raffaelli (Treviso) Calogero Castellino (Treviso) |
| Crono:   | Filippo Cigaia (Treviso)                                    |

|                               |           |                                         |
| Laion 4'53'’ Stoccada 23'33'’ | Marcatori | 18'13'’, 24'53'’ Corso 35'45'’ Avellino |

| Arbitri: | Alessandro Maggiore (Bologna) Natale Mazzone (Imola) |
| Crono:   | Federico Beggio (Padova)                             |

|                                                 |           | |
| Pica Pau 7'33'’ Amoedo 15'36'’ Avellino 38'57'’ | Marcatori | 3'22'’ Honorio 11'55'’ Lara 17'18'’, 18'45'’ Brandi 22'52'’ E. Bertoni 24'01'’, 30'32'’ Taborda 36'33'’ Tobe |

### Gruppo D
| Squadra        | P.ti | G | V | N | P | GF | GS | DR |
| -------------- | ---- | - | - | - | - | -- | -- | -- |
| Acqua e Sapone | 4    | 2 | 1 | 1 | 0 | 3  | 2  | +1 |
| Kaos           | 4    | 2 | 1 | 2 | 0 | 3  | 2  | +1 |
| Real Rieti     | 0    | 2 | 0 | 0 | 2 | 2  | 4  | -2 |

| Arbitri: | Gino Simonazzi (Reggio Emilia) Ciro Oliviero (Pesaro) |
| Crono:   | Paolo Di Luigi (Teramo)                               |

|                      |           |                 |
| Lima 2'16'’, 23'07'’ | Marcatori | 37'32'’ Rafinha |

| Arbitri: | Giovanni Beneduce (Nola) Fabio Pagliarulo (Napoli) |
| Crono:   | Marco Di Filippo (Teramo)                          |

|                |           |                           |
| Corsini 3'38'’ | Marcatori | 20'37'’ Tuli 38’ Schininà |

| Arbitri: | Alessandro Merenda (Reggio Calabria) Daniele Intoppa (Roma 2) |
| Crono:   | Massimiliano Palombi (Avezzano)                               |

|               |           |                     |
| Titon 38'14'’ | Marcatori | 29'10'’ De Oliveira |

## Fase finale
Gli accoppiamenti delle quattro squadre partecipanti sono stati determinati il 2 febbraio 2017 tramite sorteggio a cura della Divisione Calcio a 5. La fase finale, disputata in sede unica, è stata organizzata dalla società Napoli Calcio a 5 presso il Centro Federale FIPAV di Cercola il 7 e l'8 febbraio 2017. Tutte le partite della fase finale sono state trasmesse in diretta su Fox Sports.

### Tabellone
|  | Semifinali     | Semifinali     | Semifinali |         |                | Finale         | Finale | Finale |  |
|  |                |                |            |         |                |                |        |        |  |
|  | Acqua e Sapone | Acqua e Sapone | 6          |         |                |                |        |        |  |
|  | Acqua e Sapone | Acqua e Sapone | 6          |         |                |                |        |        |  |
|  | Luparense      | Luparense      | 1          |         |                |                |        |        |  |
|  | Luparense      | Luparense      | 1          |         | Acqua e Sapone | Acqua e Sapone | 5      |        |  |
|  |                |                |            |         | Acqua e Sapone | Acqua e Sapone | 5      |        |  |
|  |                |                | Pescara    | Pescara | 3              |                |        |        |  |
|  | Pescara        | Pescara        | Pescara    | Pescara | 3              | 4              |        |        |  |
|  | Pescara        | Pescara        |            |         |                |                |        |        |  |
|  | Napoli         | Napoli         | 3          |         |                |                |        |        |  |

### Risultati

#### Semifinali
| Arbitri: | Rocco Morabito (Vercelli) Vincenzo Francese (Battipaglia) Giovanni Zannola (Ostia Lido) |
| Crono:   | Andrea Campi (Ciampino)                                                                 |

|                                                                                    |           |                       |
| Murilo 16'24'’, 37'38'’ Lukaian 20'41'’ De Oliveira 24'06'’, 34'01'’ Jonas 26'51'’ | Marcatori | 36’50'’ (t.l.) Foglia |

| Arbitri: | Angelo Galante (Ancona) Francesco Nitti (Barletta) Daniele Fratangeli (Frosinone) |
| Crono:   | Vincenzo Sgueglia (Civitavecchia)                                                 |

|                                                                     |           |                                        |
| Duarte 3'21'’ Cuzzolino 9'22'’ Borruto 21'42'’ Chimanguinho 33'49'’ | Marcatori | 14'15'’, 18'57'’ Fornari 37'26'’ André |

#### Finale
| Arbitri: | Dario Pezzuto (Lecce) Lorenzo Cursi (Jesi) Giovanni Beneduce (Nola) |
| Crono:   | Salvatore Minichini (Ercolano)                                      |

| |            | |
| De Oliveira 8'35'’ Canabarro 16'40'’ Romano 17'59'’ Murilo 30'40'’ Lima 38'44'’ | Marcatori  | 3'06'’ Canal 5'41'’ Rosa 27'13'’ Cuzzolino |
| · Stefano Mammarella · Andrei Bordignon · Gabriel Lima · Júlio De Oliveira · Jonas · Mirco Casassa · José Ruiz · Rodrigo Canabarro · Sergio Romano · Andrea Rocchigiani · Murilo Ferreira · Lukaian Baptista | Formazioni | · Antonio Capuozzo · Luca Leggiero · Alexandre Ghiotti · Mauro Canal · Cristian Borruto · Lorenzo Pietrangelo · Ricardo Caputo · Giovanni Pulvirenti · Vinícius Duarte · Leandro Cuzzolino · Giacomo Azzoni · Matías Rosa |
| Antonio Ricci | Allenatori | Fulvio Colini |

## Classifica marcatori
| Gol |  |  | Giocatore         | Squadra        |
| --- |  |  | ----------------- | -------------- |
| 7   |  |  | Leandro Cuzzolino | Pescara        |
| 4   |  |  | Júlio De Oliveira | Acqua e Sapone |
| 3   |  |  | Erick Bellomo     | CAME Dosson    |
| 3   |  |  | Mauro Castagna    | Imola          |
| 3   |  |  | Vinícius Duarte   | Pescara        |

| Gol |  |  | Giocatore       | Squadra        |
| --- |  |  | --------------- | -------------- |
| 3   |  |  | André Ferreira  | Napoli         |
| 3   |  |  | Murilo Ferreira | Acqua e Sapone |
| 3   |  |  | Jader Fornari   | Napoli         |
| 3   |  |  | Gabriel Lima    | Acqua e Sapone |
| 3   |  |  | Pablo Taborda   | Luparense      |